# Szabó Zoltán (újságíró)
Szabó „SzabóZ” Zoltán magyar újságíró, az Index tartalomfejlesztési vezetője, a comment:com blog és az Index 2 vezető szerkesztője. Szabó Zoltán Facebook-novellák szerzője.

## Életrajz
A Magyar Narancsnál, a Heti Válasznál és a Népszabadságnál volt gyakornok, majd 2001-től az Index munkatársa. 2003-ban Tóta W. Árpáddal együtt hozta létre a Comment:com blogot, majd  Varga Attilával együtt a Hogyvolt blogot.
2012-ben megkapta a VOLTfolió szakmai média elismerést újságíró kategóriában a közönségszavazáson.
2013-ban lett az Index tartalomfejlesztési vezetője.